# Peter Aschwanden (Filmemacher)
Peter Aschwanden (* 4. April 1949 in Pratteln; † 18. Juni 2010 in Basel) war ein Schweizer Filmemacher.

## Leben
In den 1980er und 1990er Jahren wurde Aschwanden in der Schweiz und Deutschland durch seine Dokumentarfilmen von sich reden: Der Todeskampf einer Äsche (1986) im Nachgang zur Basler Chemiekatastrophe, Unzucht – Ermittlungen im Fall H. über das Leben eines Pädophilen, Der Tross (1994) über die Tour de Suisse, Tony Rominger (1995) über einen Radrennstar oder Intransit – die schwarze Hoffnung (1997) über einen afrikanischen Fussballstar in Europa.
Aschwandens Themen und Formate waren „handschriftliche“ und damit originäre Zeugnisse eines sensiblen aber engagierten Zeitgenossen. Er scheute sich nicht, heikle Themen anzusprechen und löste mit seinen Filmen ein grosses Echo aus. Das erste Mal war dies 1986 der Fall. Nach dem Grossbrand von Schweizerhalle, der grössten Schweizer Umweltkatastrophe der Geschichte, filmte er den Todeskampf einer Äsche. Im Gegensatz zu den Katastrophenverantwortlichen wurde er vom Tierschutzverband angeklagt und der Film in den Medien heftig diskutiert. Auch Unzucht, das Portrait eines Pädophilen, löste eine grosse Debatte in der Öffentlichkeit aus.
Ende der 1990er Jahre zog sich Peter Aschwanden zurück und machte fortan Filme und Weiterbildungen für Unternehmen. Kurz vor seinem Tod war er an der Verwirklichung eines Kinofilms über die Pflegeorganisation Spitex.
Nach einer schweren Hirnblutung verstarb Peter Aschwanden am 18. Juni 2010 völlig unerwartet im Alter von 61 Jahren.